# (14172) Amanolivere
(14172) Amanolivere (1998 VN8) – planetoida z pasa głównego asteroid okrążająca Słońce w ciągu 3,82 lat w średniej odległości 2,44 j.a. Odkryta 10 listopada 1998 roku.